# 岐阜県立大垣商業高等学校
岐阜県立大垣商業高等学校（ぎふけんりつおおがきしょうぎょうこうとうがっこう）は、岐阜県大垣市にある公立商業高等学校。

## 概要
県内の商業高等学校としては最も古く、卒業生は25,000人を超え、西濃地方の経済界に幅広い人脈を形成している。また、近年は他の商業高等学校同様に大学進学にも力を入れている。通称は大商（だいしょう）。

## 学校概要
- 創立：1902年（明治35年）

### 学科
全日制
- ビジネス科
- ビジネス情報科

定時制
- ビジネス科

## 沿革

### 大垣商業学校
- 1902年（明治35年） 岐阜県大垣町立商業学校として創設。
- 1918年（大正7年） 市制に伴い、大垣市立大垣商業学校となる。
- 1928年（昭和3年） 県への移管に伴い、岐阜県大垣商業学校となる。
- 1947年（昭和22年） 学制改革により、本校併設中学校が設立される。

### 大垣女子商業学校
- 1942年（昭和17年） 大垣市立女子商業学校として設立。
- 1944年（昭和19年） 県に移管して岐阜県大垣女子商業学校となる。

### 岐阜県立大垣商業高等学校
- 1948年（昭和23年） 学制改革に伴い、岐阜県大垣商業学校及び大垣女子商業学校が統合して、岐阜県大垣商業高等学校となる。
- 1948年（昭和23年） 学校再配置により、岐阜県大垣商業高等学校・岐阜県大垣農業高等学校・大垣市立女子高等学校と共に岐阜県立大垣実業高等学校及び同校併設中学校として統合され、その商業科となる。
- 1949年（昭和24年） 学区制実施により、岐阜県立大垣南高等学校・岐阜県立大垣北高等学校商業科となる。
- 1951年（昭和26年） 岐阜県立大垣南高等学校・岐阜県立大垣北高等学校商業科の学区をもって、岐阜県立大垣商業高等学校が設立される。
- 1953年（昭和28年） 定時制商業科を岐阜県立大垣南高等学校より移管し併設する。
- 1959年（昭和34年） 伊勢湾台風により、南舎の2教室が被災、半壊する。
- 1962年（昭和37年） 60周年記念式典を挙行する。
- 1970年（昭和45年） 経理科、経営科、事務科の3学科を設置、商業科の募集を停止する。
- 1971年（昭和46年） 現校舎に全面移転する。（移転前はスイトピアセンターの位置にあった。）
- 1972年（昭和47年） 事務科1クラスを減らし、情報処理科を設置。
- 1972年（昭和47年） 70周年記念館（457.38m2）校門等竣工する。
- 1972年（昭和47年） 創立70周年記念式典が行われる。
- 1972年（昭和47年） 昭和46年度及び昭和47年度高等学校教育課程（商業科）の文部省研究指定校となり、研究発表を行う。
- 1974年（昭和49年） 定時制商業科を1クラス減し、衛生看護科1クラスを設置。
- 1977年（昭和52年） 昭和50年度及び昭和51年度岐阜県教育委員会高等学校（保健体育）の研究指定校となり、研究発表を行う。
- 1979年（昭和54年） 経理科に1クラス増設。それに伴い、同科に進学類型を設置する。
- 1980年（昭和55年） 定時制衛生看護科の募集を停止。
- 1982年（昭和57年） 経理科を1クラス減らす。
- 1982年（昭和57年） 創立80周年記念式典が行われる。
- 1983年（昭和58年） 経理科に1クラス増設。
- 1989年（平成元年） 事務科に1クラス増設。
- 1990年（平成02年） 平成元年度及び平成2年度岐阜県教育委員会指定商業教科研究指定校の研究発表。
- 1991年（平成03年） 事務科の1クラスを減らす。
- 1992年（平成04年） 経理科を1クラス減らし、国際ビジネス科1クラスを設置する。
- 1992年（平成04年） 創立90周年記念式典が行われる。
- 1997年（平成09年） 事務科を情報ビジネス科に改編し、経理科1学級減で1学年9クラス編成となる。
- 2002年（平成14年） 創立100周年記念祭が行われる。
- 2004年（平成16年） これまでの学科の募集を停止。新たに、「総合ビジネス科」「会計科」「情報科」の三学科を設置。
- 2004年（平成16年） ソフトピアジャパンの国際インキュベートセンター「ドリームコア」に、サテライト教室「夢工房」を開設する。
- 2004年（平成16年） 部室棟を新築する。旧部室棟は倉庫となる。
- 2005年（平成17年） 南舎の耐震工事が行われる。
- 2011年（平成23年） 北舎の耐震工事が行われる。
- 2021年（令和3年） 総合ビジネス科、会計科、情報科の募集を停止。新たに、「ビジネス科」「ビジネス情報科」の二学科を設置。[1]

## 校風
商業高校であるため、男女とも服装に関する規定は厳しい。
男子は学ラン、女子はセーラー服を着用する。
平成28年度の制服デザイン変更により、男子も女子も制服の新規購入が必要となった。
校章は、ギリシャ神話における、商業の神ヘルメスが持っているものを表現している。杖、羽、蛇がその象徴である。そして、杖の両脇に「大商」という文字を冠している。
校訓の「士魂商才」は、「和魂漢才」の造語である。武士の魂と商人の才気を兼ね備え、世の中を正しく見つめ、常に貢献を忘れない、ひたむきな精神をもった産業人としての心を説いている。
岐阜県内、特に西濃地方在住の生徒が多い。ただし、商業高校であることから、県内のどこからでも入学可能であるため、非常に遠い所から下宿して学校に通う者もいる。
部活動が盛んである。毎年、東海大会や全国大会、国体出場者を出している。

## 特色
国道21号（岐大バイパス）の北側の、水田の広がる場所に広々とした校庭がある。校庭の南側に校舎・体育館・プールがあり、北側にグラウンドがある。
校舎の4階から北を見ると、池田山、伊吹山などの山々を臨むことが出来る。また、南を見ると、大垣市街を一望できる。
ソフトピアジャパンと近い場所にあることから、ソフトピアジャパンやその周辺企業との連携・協力が盛んである。
近年は、進学を志す生徒が増加していることもあり、小論文指導や面接指導などに力を入れている。放課後には、アカデミックルームという特別教室で、基礎教科の補習なども行われる。
外国語教育も盛んであり、毎年海外の学校と交換留学を行っている。総合ビジネス科の一部では、修学旅行の代わりにオーストラリアへの研修も組み込まれている。
長年の卒業生の活躍で、周辺企業からの信頼は厚い。
朝は、読書タイムという読書をするための時間が設けられている。
6限目の授業が終わると、掃除が始まる。掃除中は、井上陽水の「夢の中へ」「少年時代」などの曲がBGMとして放送される。
チャイムは通常の物を使用している。
体育館は二階建てになっている。一階部分に多目的ホールと武道館、体育教官室、倉庫があり、二階にアリーナがある。多目的ホールは、主に学年集会で使用される他、部活動においては卓球部・なぎなた部・剣道部が使用している。武道館はなぎなた部・剣道部・柔道部が使用する。なぎなた部と剣道部は、交互に多目的ホールと武道館を使用している。アリーナでは、全校集会の他、屋内で活動する運動系部活動が使用する。

## 校舎・設備等
校舎は、北舎・南舎・情報棟の三つがある。部活動などに関わる設備では、体育館・プール・弓道場・屋内野球練習場・テニスコート・陸上用トラックがある。

### 北舎
4階建てである。南舎と繋がる渡り廊下は、3階部分まで取り付けられている。また、体育館へと繋がる渡り廊下もある。
北舎には、1から3年生までの教室と、生徒指導室・アカデミックルーム・会議室などがある。
基本的に、4階が1年生、3階が2年生、1階が3年生の教室となっている。2階に生徒指導室・アカデミックルーム・会議室・簿記室がある。

### 南舎
南舎も北舎同様、4階建てである。
南舎には、1階に職員室や事務室・校長室などがあり、2階に進路指導室や視聴覚室、3階と4階は商業系科目のための特別教室が設置されている。
2006年（平成18年）に、耐震構造の基準に問題が見つかったため、耐震強化工事が行われた。

### 情報棟
3階建てである。
情報科向けの建物になっている。全ての階にコンピュータがある。1階のコンピュータは、Microsoft Windows XPが、２階のコンピュータにはApple macOS Mojaveが、３階のコンピュータにはMicrosoft Windows 8.1が搭載されている。
CGを作成したり、プログラミングが出来たりと、マルチに作業をこなせるようになっている。

### 体育館
1階に多目的ホール、武道館、体育職員室、倉庫がある。2階にアリーナがある。

### プール
長水路の屋外プールがある。

## 部活動
陸上・野球・水泳など運動系のみならず、簿記・速記など文化系の部も全国レベルである。

### 運動系部活動
- 野球部
- 陸上部
- サッカー部
- ソフトテニス部
- ソフトボール部
- バレーボール部
- バスケットボール部
- 体操部
- 水泳部
- 弓道部
- 剣道部
- なぎなた部

### 文化系部活動
- コンピュータ部
- ワープロ部
- ITリサーチ部
- 簿記部
- 速記部
- ESS部
- 吹奏楽部
- 演劇部
- 書道部
- 茶華道部

## 年中行事

### 前期
- 4月：入学式、前期始業式、対面式
- 5月：校外研修
- 6月：前期中間考査
- 7月：三者懇談会、夏期休業
- 8月：夏期休業
- 9月：文化祭、前期期末考査

### 後期
- 10月：体育大会
- 11月：芸術鑑賞
- 12月：後期中間考査、冬期休業、修学旅行、インターンシップ
- 1月：冬期休業
- 2月：3年生を送る会、学年末考査（3年生のみ）
- 3月：卒業式、学年末考査、終業式、春期休業

## 進路状況
年間10人前後が国公立大学へ進学する。学科・類型によりまちまちであるが、半数以上が四年制大学へ進学するクラスもある。
就職では、事務職への就職が大半である。
東海地区、特に、大垣～名古屋周辺にある大学・企業への進学・就職が多い。

## 出身者
- 堀孝正（元瑞穂市長）
- 細川茂樹（俳優）
- 高木一巳（元プロ野球選手）
- 木村清彦（元プロ野球選手）
- 篠田淳（元プロ野球投手）
- 富田蓮（プロ野球投手）
- 山田裕仁（競輪選手）
- 松岡篤哉（競輪選手）
- 大野正己（元ソフトテニス選手）

## アクセス
- JR東海道本線・養老鉄道養老線「大垣駅」（南口）より名阪近鉄バスで約10分。
- 大垣駅から学校へのスクールバスが運行されている。名阪近鉄バス：200円。
- 樽見鉄道樽見線「東大垣駅」より徒歩で約5分。

## その他
1965年（昭和40年）に岐阜県で行われた第20回国民体育大会「岐阜国体」の水泳の会場となった。